# استان مفرق
استان مفرق (به عربی:  محافظة المفرق) نام استانی در کشور پادشاهی اردن است. 
استان مفرق در قسمت شمال شرقی خاک اردن قرار دارد، و دومین استان در مساحت است بعد استان معان که بزرگ‌ترین استان‌های این کشور است. 

## جغرافیا
این استان از شمال به سوریه، و از جنوب به کشور عربستان سعودی، و از سمت مشرق به عراق محدود می‌شود.
مساحت استان مفرق ۲۶،۴٣۵ کیلومتر مربع می‌باشد. 
از نام‌های قدیم این شهر  الفدین  که تصغیر  الفدن  است، که به معنای «القصر المُشید» است، 
این قصر در ساحل «الخابور» بین «ماکسین وقرقیسیا» بنا شده بود، آثار این قصر زیبا هنوز در این منطقه باقی‌مانده‌است.

### جمعیت
جمعیت استان مفرق ۲۴۵،۶۶۵ نفر می‌باشد.
اکثر ساکنان آن مسلمان سنی مذهب هستند

## آثار تاریخی
آثار تاریخی گوناگونی در این استان وجود دارد که به شرح زیر می‌باشد:
- قلعة الصفاوی
- منطقهٔ ام‌الجمال
- قلعة الاجفایف
- کلیسای أم القطینی
- قلعة الصفاوی
- قصر الفدین